# Гальц Дмитро Іванович
Дмитро Іванович Гальц (нар. 1903, село Бужанка Лисянської волості Звенигородського повіту Київської губернії, тепер Звенигородського району Чекркаської області — ?) — український радянський діяч, голова виконавчого комітету Кагановичської районної ради депутатів трудящих Київської області. Депутат Верховної Ради СРСР 1-го скликання.

## Біографія
Народився в родині селянина-бідняка. Освіта початкова.
З 1918 до 1925 року працював сезонно чорноробом цукрового заводу в селі Бужанці.
У 1925—1927 роках — у Червоній армії. Служив червоноармійцем і ковалем ескадрону зв'язку 1-го кінного корпусу РСЧА в місті Проскурові. У 1926 році вступив до комсомолу.
Член ВКП(б) з 1927 року.
У 1927—1930 роках — голова сільського товариства взаємодопомоги, голова правління товариства із збирання цукрових буряків в селі Бужанка. У 1930—1931 роках — голова правління Лисянської районної бурякоспілки.
З березня 1931 року — керуючий філії Держбанку СРСР в містечку Лисянці на Черкащині. У 1931—1932 роках — курсант Київської контори Держбанку СРСР.
У червні 1932—1937 роках — керуючий філії Держбанку СРСР в містечку Хабне (Кагановичі) Київської області.
З квітня 1937 року — голова виконавчого комітету Кагановичської районної ради депутатів трудящих Київської області.
Подальша доля невідома.